# Storia di karatè, pugni e fagioli
Storia di karatè, pugni e fagioli è un film del 1973, diretto da Tonino Ricci.

## Trama
Sam e Piccolo, prima cercano di mettere le mani su una religiosa, poi formano una banda per salvare la figlia del banchiere, prigioniera del generale Espartero.